# Reiner Heeb
Reiner Heeb (* 15. September 1935 in Stuttgart; † 19. Dezember 2023) war ein deutscher Politiker (ab 1994 CDU, zuvor SPD). Er war von 1973 bis 2000 Landrat des Landkreises Böblingen.

## Leben
Vor seiner Wahl zum Landrat war Heeb als Vorstandsassistent einer Bank, als Regierungsassessor beim Landratsamt Böblingen, im Bau- und Kommunalreferat des Regierungspräsidiums Stuttgart sowie in der Sozial- und Kommunalabteilung des Innenministeriums Baden-Württemberg tätig.
Heeb wurde 1973, dem Jahr der Kreisreform, als Nachfolger von Karl Heß zum Landrat des Landkreises Böblingen gewählt. Er setzte sich dabei unter anderem gegen Peter Petersen (CDU) durch. Heeb wurde 1981, 1989 und 1997 wiedergewählt. Im Jahr 1994 wechselte er von der SPD zur CDU. Im Jahr 2000 legte er sein Amt als Landrat nieder. Ihm folgte Bernhard Maier nach.
Heeb war von 2000 bis 2002 Vorsitzender des CDU-Kreisverbandes Böblingen. Von 1978 bis 2006 war er zudem Vorsitzender des Kreisverbands Böblingen des Deutschen Roten Kreuzes. Er war Mitglied der musischen Studentenverbindung AMV Stochdorphia Tübingen im SV.
Heeb starb im Dezember 2023 nach langem Leiden an der Parkinson-Krankheit im Alter von 88 Jahren. Er war verheiratet und lebte in Böblingen. Er wurde am Alten Friedhof in Böblingen beigesetzt.

## Ehrungen
- 1985: Bundesverdienstkreuz am Bande
- 2000: Bundesverdienstkreuz 1. Klasse
- 2005: Verdienstmedaille des Landkreises Böblingen
- 2007: Verdienstmedaille des Landes Baden-Württemberg